# Walter Hahn (Fotograf)
Colmar Walter Hahn (* 20. April 1889 in Berlin; † 24. November 1969 in Dresden) war ein deutscher Fotograf aus Dresden mit eigenem Ansichtskartenverlag. Bekannt wurde er vor allem durch seine Fotos aus der Sächsischen Schweiz, Luftaufnahmen von Dresden und anderen sächsischen Städten sowie seine Bilder der zerstörten Stadt nach den Luftangriffen auf Dresden im Jahr 1945.

## Leben
Colmar Walter Hahn wurde als Sohn eines Tischlers und einer Plätterin in Berlin geboren. Beide Eltern stammten aus Sachsen. Nach dem Tod des Vaters zog die Familie von Berlin nach Dresden. Hahn beendete 1903 seine Schullaufbahn an der Dresdner 15. Bezirksschule. 1904 begann er eine Lehre bei der Firma Steinbach&Strache als Lithograph, die er 1907 abschloss. Bis 1908 blieb er bei seiner Lehrfirma, in den Folgejahren war er jeweils in verschiedenen Städten kurzzeitig tätig, unter anderem in München und Dortmund.
Bereits während der Lehrzeit begann Hahn mit ersten fotografischen Arbeiten. Während seiner Freizeit kletterte er in den Felsen der Sächsischen Schweiz und begann sich fürs Bergsteigen und Wandern zu engagieren. 1905 trat er in den Kletterclub „Gipfelstürmer“ ein. Oft nahm er seine schwere Plattenkamera mit, mit der er seine Freunde, darunter Paul Illmer, beim Klettern fotografierte. Hahn fotografierte die meisten bekannten Kletterer seiner Zeit, so etwa Emanuel Strubich oder Rudolf Fehrmann. Da er selbst kletterte, konnte er sich auch gewagte Fotostandorte erschließen. Wegen der schweren Kamera, die er fast ständig bei sich trug, erhielt er schon bald den Spitznamen Ziegelträger. Hahn fotografierte nur bei gutem Wetter mit schöner Wolkenbildung. Dies war eine wesentliche Voraussetzung für die hohe Qualität seiner Aufnahmen. 
Zunächst verteilte er Abzüge seiner Aufnahmen lediglich im Freundeskreis. Auf dessen Anregung hin bot er einige Jahre später die ersten seiner Kletter- und Felsaufnahmen zum Verkauf an. Sie fanden regen Absatz und so machte er sein Hobby zum Beruf. Später gab er selbst 1908 als Gründungsjahr seines Fotopostkartenverlages an, der zuerst in Dresden-Neustadt, Wallgäßchen 7, dann in Dresden-Altstadt, Godeffroy-Straße 26, nach dem Zweiten Weltkrieg auch in der Wiener Straße 105 seinen Sitz hatte. Von 1914 bis 1919 war Hahn nach eigenen Angaben „beim Jäger Batl. 13 in Dresden als garnisonsdienstfähig eingezogen“. Ein Jahr später machte er sich endgültig als Fotograf mit eigenem Verlag selbstständig. Ebenfalls 1920 heiratete Hahn seine erste Ehefrau, Margarethe Clara Emma geb. Koppenatsch. Ein Jahr später kam sein Sohn Heinz Wolfgang zur Welt, der seinem Vater beruflich nachfolgte und eine Lehre als Fotograf absolvierte. Im Zweiten Weltkrieg war sein Sohn als Bildberichter bei der Luftwaffe tätig, seit 1943 gilt er als vermisst.
Mit zunehmendem Alter wandte er sich mehr der Architektur- und Landschaftsfotografie seiner Heimat zu. Die letzten Kletterbilder sind für 1923 dokumentiert. In dieser Zeit begann Hahn mit der Luftbildfotografie. Meist flog er dazu mit dem ihm befreundeten Reklameflieger Ernst Fröde. Ob er, wie gelegentlich angeführt wurde, auch mit Ernst Udet flog, ist nicht belegt.
Zum 1. Mai 1933 trat Hahn in die NSDAP ein (Mitgliedsnummer 1.933.964). Seine entsprechende Genehmigung als Luftbildfotograf wurde zuletzt 1943, während des Krieges, nochmals verlängert. In den Kriegsjahren dokumentierte er vielfach Kunstschätze und Gebäude, die wenig später den Bombenangriffen der Alliierten zum Opfer fielen.
Bekannt wurden auch Hahns Aufnahmen von Leichenverbrennungen auf dem Dresdner Altmarkt nach den Luftangriffen auf Dresden im Februar 1945. Sie haben wie auch seine Aufnahmen der zerstörten Stadt das Nachkriegsbild der Luftangriffe geprägt. Am 17. April wurde Hahns Haus beim letzten Luftangriff auf Dresden zerstört, seine Ehefrau kam ums Leben. Seine Bildnegative konnten allerdings mit wenigen Ausnahmen geborgen und gerettet werden. 
Nach dem Krieg musste sich Hahn zunächst mit Passbildern und ähnlichen Aufnahmen den Lebensunterhalt sichern. Seine Fotosammlung hatte er vorübergehend nach Kleinhennersdorf ausgelagert, konnte sie aber mit Genehmigung der Sowjetischen Besatzungsmacht wieder zurück nach Dresden transferieren, wo er vorübergehend bei seiner Schwester in der Wiener Straße Unterschlupf gefunden hatte. 1946 erreichte er seine Entnazifizierung. In dieser Zeit dokumentierte er vielfach das zerstörte Dresden, ebenso aber auch die ersten Wiederaufbauarbeiten. Hahn blieb weiterhin als selbständiger Fotograf tätig. Als solcher hatte er wiederholt Probleme, in der DDR die benötigten fotografischen Materialien zu erhalten, andererseits wurden seine Bilder aufgrund ihrer hohen Qualität auch bei staatlichen Stellen sehr geschätzt. 1947 heiratete Hahn seine zweite Frau Gertrud. Zu seinen letzten Aufnahmen gehören die Bilder von der Restaurierung des Goldenen Rathausmanns auf dem Dresdner Neuen Rathaus im Jahr 1963. 
Hahn überließ David Irving 1964 widerstrebend die Abschrift eines nicht signierten, als „Tagesbefehl 47“ betitelten Dokuments, das er seinerseits von Max Funfack kopiert hatte. Es nannte zehnfach überhöhte Opferzahlen der Luftangriffe auf Dresden und wurde bei Irvings Besuch Hahns vom Stadtarchivar Walter Lange als Fälschung bezeichnet. Trotz Kenntnis der Falschangaben veröffentlichte Irving das Dokument ab 1964 als Beleg und hielt bis 1995 daran fest. Im Prozess nach einer Verleumdungsklage Irvings gegen Debora Lipstadt (2000) wies der Historiker Richard J. Evans Irvings geschichtsfälschenden Umgang mit Quellen unter anderem anhand dieses Dokuments nach.
Hahn starb nach längerer Krankheit 1969 im Alter von 80 Jahren.

## Werk
Walter Hahn hat sich durch seine qualitativ hochwertigen Fotografien von Dresden und der Sächsischen Schweiz einen bleibenden Namen gemacht. Rund 15.000 der Glasplattennegative seines Nachlasses werden heute in der Deutschen Fotothek, Teil der Sächsischen Landes- und Universitätsbibliothek, aufbewahrt. Sie sind auch bei den verschiedenen Rekonstruktionsmaßnahmen und Neubauten in der Dresdener Innenstadt von hohem Interesse und Bedeutung.

## Publikationen mit Fotografien Hahns (unvollständig)
- Dresden und Umgebung. 48 Aufnahmen nach der Natur. Akademische Buchhandlung A. Dressel, Dresden, 1925
- Jens Bove (Hrsg.): Über den Dächern von Dresden. Luftbildfotografien 1919-1943. Lehmstedt-Verlag, Leipzig, 2008; ISBN 9783937146591
- Jens Bove (Hrsg.): Die Sächsische Schweiz. Fotografien 1911 – 1938. Lehmstedt-Verlag, Leipzig, 2009; ISBN 9783937146676

## Postume Ausstellung
- 1985: Dresden, Albertinum („Bekenntnis und Verpflichtung“)